# Puzur-Ašur II.
Puzur-Ašur II. (slovensko Skrivnost Ašurja) je bil  Išši’ak Aššur (slovensko Ašurjev namestnik) Starega asirskega cesarstva, ki je vladal osem let od  1865 pr. n. št. do  1857 pr. n. št.
Bil je sin in naslednik Sargona I. Zaradi dolge očetove vladavine je bil ob prihodu na prestol že dokaj v letih, saj je bil takrat eden od njegovih sinov Ili-bani že enajst let polnoleten. Puzur-Ašurja II. je nasledil sin Naram-Sin. 
Na naslednjem seznamu so imena devetih limmujev (eponimov), državnih uradnikov, izvoljenih vsako leto od njegovega prihoda na prestol do njegove smrti.  Datumu temeljijo na letu 1833 pr. n. št., ko je bil v mandatu limmuja Puzur-Ištarja popoln Sončev mrk.
1865 pr. n. št. Ašur-idin, sin Šulija

1864 pr. n. št. Ašur-nada, sin Puzur-Ane

1863 pr. n. št. Kubija, sin Karije

1862 pr. n. št. Ili-dan, sin Elalija

1861 pr. n. št. Ṣilulu, sin Ukuja

1860 pr. n. št. Ašur-nada, sin Ili-binanija

1859 pr. n. št. Ikupi-Ištar, sin Ikue

1858 pr. n. št. Buzutaja, sin Šulija

1857 pr. n. št. Inaja, sin Amuraje